# بوب بيتس
بوب بيتس (بالإنجليزية: Bob Bates) (ولد في 11 ديسمبر عام 1953) هو مصمم ألعاب أمريكي، بدأ العمل بصفته مصمم في شركة إنفوكوم (Infocom) عام 1981 . كان مؤسس مشارك لشركة تطوير ألعاب الفيديو ليجند إنترتيمنت (Legend Entertainment) التي أقفلت في 2004 . قام بكتابة عدة كتب عن تصميم وتطوير الألعاب .

## من أعماله
- Sherlock: The Riddle of the Crown Jewels - لعبة فيديو (1988)
- Arthur: The Quest for Excalibur - لعبة فيديو (1989)
- Timequest - لعبة فيديو (1991)
- Eric the Unready - لعبة فيديو (1993)
- كورسد ماونتن - لعبة فيديو (2009 )